# Утакмице фудбалске репрезентације Мађарске 1933.
| Домаћин · 1933 | Гост · 1933 |

Фудбалска репрезентација Мађарске је током 1933. године одиграла осам утакмица. Биланс од осам утакмица мађарске фудбалске репрезентације 1933. године био је три победе, два ремија и три пораза. Утакмица против Португалије била је део зимске турнеје репрезентације по западној Европи. Почев од средине јануара, тим, који је отишао на једномесечну турнеју, одиграо је шест мечева (рачунајући и утакмицу против тима из Париза). Мађарски фудбалски савез прогласио је меч против Португалије званичном утакмицом репрезентације.
Савезни селектор националног тима у овом периоду је био:
- Еден Надаш

## Утакмице
| Португалија  | 1 : 0 (0 : 0) | Мађарска |
| ------------ | ------------- | -------- |
| Ж. Силва 57’ | Извештај      |          |

| Холандија         | 1 : 2 (1 : 1) | Мађарска                     |
| ----------------- | ------------- | ---------------------------- |
| Ван ден Броек 24’ | Извештај      | Бела Бихами 37’ · Телеки 73’ |

| Мађарска                  | 2 : 0 (1 : 0) | Чехословачка |
| ------------------------- | ------------- | ------------ |
| Јожеф Тураи 22’ · Чех 71’ | Извештај      |              |

| Мађарска   | 1 : 1 (0 : 1) | Аустрија     |
| ---------- | ------------- | ------------ |
| Маркош 85’ | Извештај      | Остерман 35’ |

| Шведска                                                                         | 5 : 2 (1 : 0) | Мађарска               |
| ------------------------------------------------------------------------------- | ------------- | ---------------------- |
| Е. Персон I 46’ · Карлсон 53’ · Лајош Корањи I 58’ (аг) · Нилсон 62’ · Крон 89’ | Извештај      | Шароши 20’ · Толди 57’ |

| Мађарска                      | 3 – 0 (1 : 0) | Швајцарска |
| ----------------------------- | ------------- | ---------- |
| Авар 7’ 77’ · Минели 66’ (аг) | Извештај      |            |

| Аустрија               | 2 : 2 (2 : 0) | Мађарска              |
| ---------------------- | ------------- | --------------------- |
| Х. Милер 16’ · Шал 34’ | Извештај      | Авар 81’ · Полгар 84’ |

| Мађарска | 0 : 1 (0 : 1) | Италија       |
| -------- | ------------- | ------------- |
|          | Извештај      | Борели II 31’ |

## Аматерска репрезентација Мађарске
| Румунија                                            | 5 : 1 (2 : 1) | Мађарска  |
| --------------------------------------------------- | ------------- | --------- |
| Грацијан Сепи 8’, 32’, 47’, 83’ · Силвиу Биндеа 87’ | Извештај      | Кесеи 33’ |

Састав Мађарске репрезентације
- Јожеф Хада, Антал Белчик, Ласло Фиштеш, Шандор Пазманди, Ђерђ Климент, Ђула Кираљ Ђула Рејтер, Иштван Рејтер, Жирош, Ласло Кесеи, Одрабинал, Шандор Барна

## Играчи репрезентације
| - Јожеф Тураи - Ласло Чех - Ђерђ Шароши - Геза Толди - Лајош Корањи - Иштван Авар |